# رولند تریمن
رولند تریمن (به انگلیسی: Roland Trimen)(زاده ۲۹ اکتبر ۱۸۴۰ در لندن – درگذشته ۲۵ ژوئیه ۱۹۱۶ در لندن) تاریخ طبیعی‌دان بریتانیایی - آفریقای جنوبی بود که بیشتر به خاطر نوشتن کتاب پروانه‌های آفریقای جنوبی (۱۸۸۷–۸۹) شناخته شده‌است، این کتاب با همکاری کلنل جیمز هنری بوکر نوشته شد. تریمن از اولین حشره‌شناسانی بود که در مورد وانمایی و چندریختی در پروانه‌ها و محدود بودن آن‌ها در پروانه‌های ماده تحقیق کرد. او همچنین در مطالعهٔ نحوهٔ گرده‌افشانی ارکیده دیزا (Disa) با چارلز داروین همکاری کرد.